# پارک، شهرستان لندندری
پارک (به انگلیسی: Park) یک روستا در بریتانیا است که در شهرستان لندندری واقع شده‌است.